# Helga Scholler
Helga Scholler (* 31. März 1938 in Leoben; † 13. November 2012) war eine österreichische Malerin und Grafikerin.  

## Leben und Werk
Helga Scholler erhielt zwischen 1954 und 1956 Malunterricht bei Assunta Arbesser. Danach studierte sie bis 1960 an der Kunstgewerbeschule Graz, unter anderem bei Professor Rudolf Szyszkowitz. In den folgenden Jahren besuchte sie bis 1964 die Akademie der bildenden Künste Wien, wo sie von Professor Herbert Böckl, zu dessen Schülern auch Franz Ecker zählte, und Professor Elsner unterrichtet wurde. 
Seit 1964 finden Ausstellungen mit ihren Kunstwerken sowohl im In- als auch im Ausland statt, unter anderem in Wien, Graz, Innsbruck, Villach, Frankfurt, Stuttgart, Lyon, Barcelona und Madrid. 
Ihre Werke findet man in vielen öffentlichen und privaten Sammlungen in Österreich, dazu zählen die Grafische Sammlung der Albertina, Galerie Stross und die Neue Galerie Graz.   
Helga Scholler war als freischaffende Künstlerin tätig.

## Stil
Schollers Kunst steht in der Tradition der Klassischen Moderne. Der Stil ihrer Werke erinnert an Künstler wie Paul Cézanne und Ernst Ludwig Kirchner. Die starke Hinwendung zur Farbe in ihren Bildern ist der bestimmende Faktor ihres Schaffens. Die Spontaneität der bildnerischen Umsetzung sowie die Klarheit und Leuchtkraft ihres Farbspektrums verleihen ihren Aquarellen und Ölbildern eine geradezu mediterrane Heiterkeit und lassen die Strenge einer wohlüberlegten Komposition in den Hintergrund treten. 

## Auszeichnungen
- 1954 Wartinger-Medaille des Landes Steiermark
- 1969 Kunstpreis der Stadt Friedberg
- 1970 Kunstpreis der Stadt Leibnitz
- 1975 Silberne Ehrenmedaille der Stadt Graz
- 1976 Kunstförderungspreis der Stadt Graz
- 2018 Steirische Landschaften, Galerie Stross der Stadt Graz